# Ordine della Bandiera dell'Azerbaigian
L'Ordine della Bandiera dell'Azerbaigian è un'onorificenza azera.

## Storia
L'Ordine è stato fondato il 6 dicembre 1993.

## Assegnazione
L'Ordine è assegnato ai cittadini:
- per altissimi meriti nel movimento di liberazione nazionale e le attività sociopolitiche nella Repubblica dell'Azerbaigian;
- per i risultati raggiunti nello sviluppo della scienza e della tecnologia militare;
- per altissimi meriti nel preservare l'indipendenza e l'integrità territoriale della Repubblica dell'Azerbaigian;
- per altissimi meriti nel portare la pace e la tranquillità nel paese tramite il servizio di polizia e militare;
- per altissimi meriti nel proteggere il confine di stato.

## Insegne
Il nastro è bianco con sul bordo una fascia per un terzo blu, un terzo rossa e un terzo verde.

## Decorati
- Elman Mammadov, 1950 veterano della prima guerra del Nagorno Karabakh e deputato all'Assemblea nazionale